# Слобозія-Брадулуй (комуна)
Слобозія-Брадулуй (рум. Slobozia Bradului) — комуна у повіті Вранча в Румунії. До складу комуни входять такі села (дані про населення за 2002 рік):
- Валя-Бечулуй (270 осіб)
- Корнету (1940 осіб)
- Коротень (909 осіб)
- Лієшть (524 особи)
- Олерень (94 особи)
- Слобозія-Брадулуй (1326 осіб)

Комуна розташована на відстані 139 км на північний схід від Бухареста, 25 км на південний захід від Фокшан, 76 км на захід від Галаца, 114 км на схід від Брашова.

## Населення
За даними перепису населення 2002 року у комуні проживали 5063 особи.
Національний склад населення комуни:
| Національність | Кількість осіб | Відсоток |
| -------------- | -------------- | -------- |
| цигани         | 3241           | 64,0%    |
| румуни         | 1822           | 36,0%    |

Рідною мовою назвали:
| Мова      | Кількість осіб | Відсоток |
| --------- | -------------- | -------- |
| циганська | 3147           | 62,2%    |
| румунська | 1916           | 37,8%    |

Склад населення комуни за віросповіданням:
| Релігія       | Кількість осіб | Відсоток |
| ------------- | -------------- | -------- |
| православні   | 3705           | 73,2%    |
| п'ятдесятники | 1327           | 26,2%    |
| баптисти      | 25             | 0,5%     |
| адвентисти    | 5              | 0,1%     |
| реформати     | 1              | < 0,1%   |